# Dysphania helenetta
Dysphania helenetta là một loài bướm đêm trong họ Geometridae.